# Evangelische Pfarrkirche Steinfischbach
Die Evangelische Pfarrkirche Steinfischbach ist eine Dorfkirche in Steinfischbach, einem Ortsteil der Gemeinde Waldems im Rheingau-Taunus-Kreis. Sie steht unter Denkmalschutz.

## Lage und Nutzung
Die Evangelische Pfarrkirche Steinfischbach, Camberger Straße 15, wird von der gleichnamigen Kirchengemeinde genutzt. Die Kirchengemeinde gehört zum Dekanat Rheingau-Taunus in der Propstei Rhein-Main der Evangelischen Kirche in Hessen und Nassau.

## Baugeschichte und Ausstattung
Die evangelische Kirche wurde von 1841 bis 1843 nach Entwurf des in Wiesbaden ansässigen Architekten und herzoglich nassauischen Baubeamten Eduard Zais im Stil des Klassizismus erbaut. Sie ersetzte eine ältere Kirche, die in der Nähe des heutigen Friedhofs stand. 
Die durch die ihre erhöhte Lage weithin sichtbare Kirche ist eine Saalkirche in Bruchstein-Mauerwerk mit Sandstein-Gliederungen und mit hohem, schlankem Turm im Westen. Die einheitliche Innenausstattung mit der dreiseitigen Empore über Stichbögen auf schlanken Pfeilern und der Kanzel in einer Blendarkade zentral über dem Altar stammt aus der Bauzeit.

## Orgel
Die durch Daniel Raßmann 1843 geschaffene Orgel mit zwei Manualen, Pedal und 23 Registern ist eines der größten Instrumente des Orgelbauers und fast vollständig im Original erhalten.